# Dragvoll

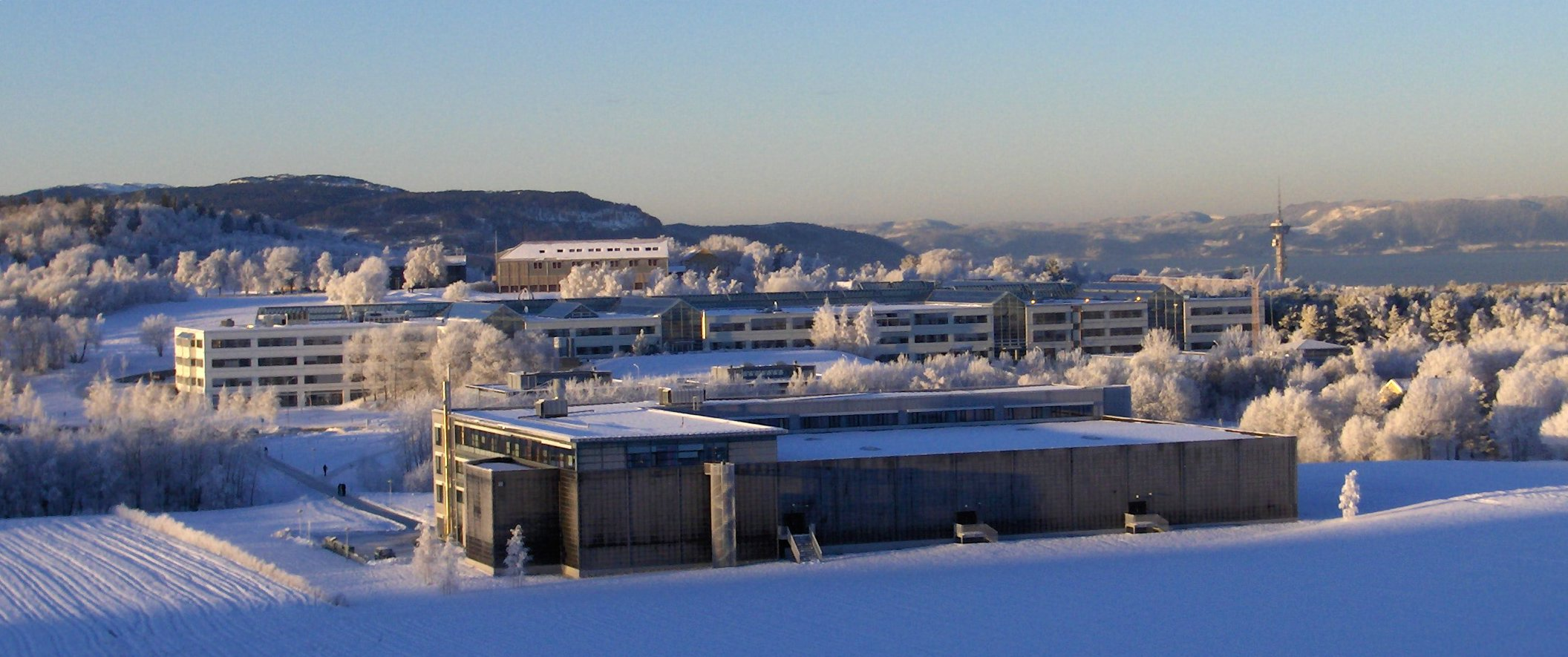
Dragvoll på vintern.

Dragvoll (tidigare kallat Universitetssenteret Dragvoll) är ett campusområde på Dragvoll i Trondheim som rymmer den historiska och filosofiska fakulteten (HF) och Fakulteten för samhällsvetenskap och teknologi (SVT) vid NTNU. Innan sammanslagningen till NTNU ägde rum utgjorde Dragvoll en viktig del av Den allmennvitenskapelige høgskole (AVH), tillsammans med Rosenborg och Lade.
Dragvolls campus utgörs i huvudsak av ett stort byggnadskomplex som består av mindre byggnader med kvadratisk grund, sammanbundna av innergator med glastak. Byggnaden ritades av den danske arkitekten Henning Larsen och hans medarbetare som år 1968 vann arkitekttävlingen om bygget. Det var ursprungligen tänkt att campuset skulle utvidgas i omfång, för att kunna rymma samtliga studenter vid Universitetet i Trondheim.  
Det har pågått en debatt om att flytta fakulteten på Dragvoll till det mer centralt belägna Gløshaugenområdet för att samlokalisera NTNU till ett område, men det bestämdes 2006 att man fortsatt skulle ha två campusområden. 
Förutom fakulteten finns här även en idrottsanläggning samt bokhandel, universitetsbibliotek samt en kiosk med posttjänster, uttagsautomat, kafé med mera.